# دهه ۱۲۱۰ (خورشیدی)
۱۲۱۰ هزار و دویست و دهمین سال هجری خورشیدی سالی عادی است.